# Waalse Pijl 2017
De 81e editie van de eendaagse wielerwedstrijd Waalse Pijl werd gehouden op 19 april 2017. De wedstrijd maakt deel uit van de UCI World Tour en de UCI Women's World Tour. Titelverdediger bij de mannen is Alejandro Valverde, die dit jaar opnieuw won, het was voor het vierde jaar op rij. Ook is hij nu alleen recordhouder qua overwinningen, dat zijn er 5. Titelverdediger bij de vrouwen is Anna van der Breggen, die ook deze editie won, voor de derde keer op rij. 

## Mannen

### Deelnemende ploegen
| 18 UCI World Tour-ploegen | 18 UCI World Tour-ploegen | 18 UCI World Tour-ploegen | 7 wildcards                  |
| ------------------------- | ------------------------- | ------------------------- | ---------------------------- |
| AG2R La Mondiale          | Dimension Data            | Orica-Scott               | Cofidis                      |
| Astana                    | FDJ                       | Quick-Step Floors         | Aqua Blue Sport              |
| Bahrein-Merida PCT        | Katjoesja Alpecin         | Sky                       | Fortuneo-Vital Concept       |
| BMC Racing Team           | LottoNL-Jumbo             | Sunweb                    | Direct Énergie               |
| BORA-hansgrohe            | Lotto Soudal              | Trek-Segafredo            | WB Veranclassic-Aqua Protect |
| Cannondale-Drapac         | Movistar                  | UAE Team Emirates         | Sport Vlaanderen-Baloise     |
|                           |                           |                           | Wanty-Groupe Gobert          |
|                           |                           |                           |                              |

### Uitslag
| Plaats  | Naam               | Ploeg              | Tijd     |
| ------- | ------------------ | ------------------ | -------- |
| Winnaar | Alejandro Valverde | Movistar Team      | 5h15'37" |
| 2       | Daniel Martin      | Quick-Step Floors  | + 1"     |
| 3       | Dylan Teuns        | BMC Racing Team    | z.t.     |
| 4       | Sergio Henao       | Team Sky           | z.t.     |
| 5       | Michael Albasini   | Orica-Scott        | z.t.     |
| 6       | Warren Barguil     | Team Sunweb        | z.t.     |
| 7       | Michał Kwiatkowski | Team Sky           | z.t.     |
| 8       | Rudy Molard        | FDJ                | z.t.     |
| 9       | David Gaudu        | FDJ                | z.t.     |
| 10      | Diego Ulissi       | UAE Team Emirates  | z.t.     |
| 11      | Michael Woods      | Cannondale-Drapac  | z.t.     |
| 12      | Jon Izagirre       | Bahrein-Merida     | z.t.     |
| 13      | Romain Bardet      | AG2R La Mondiale   | + 8"     |
| 14      | Pierre Latour      | AG2R La Mondiale   | z.t.     |
| 15      | Robert Gesink      | Team LottoNL-Jumbo | z.t.     |
| 16      | Patrick Konrad     | BORA-hansgrohe     | z.t.     |
| 17      | Jelle Vanendert    | Lotto Soudal       | + 13"    |
| 18      | Tim Wellens        | Lotto Soudal       | z.t.     |
| 19      | Jay McCarthy       | BORA-hansgrohe     | z.t.     |
| 20      | Jonathan Hivert    | Direct Énergie     | + 16"    |

## Vrouwen

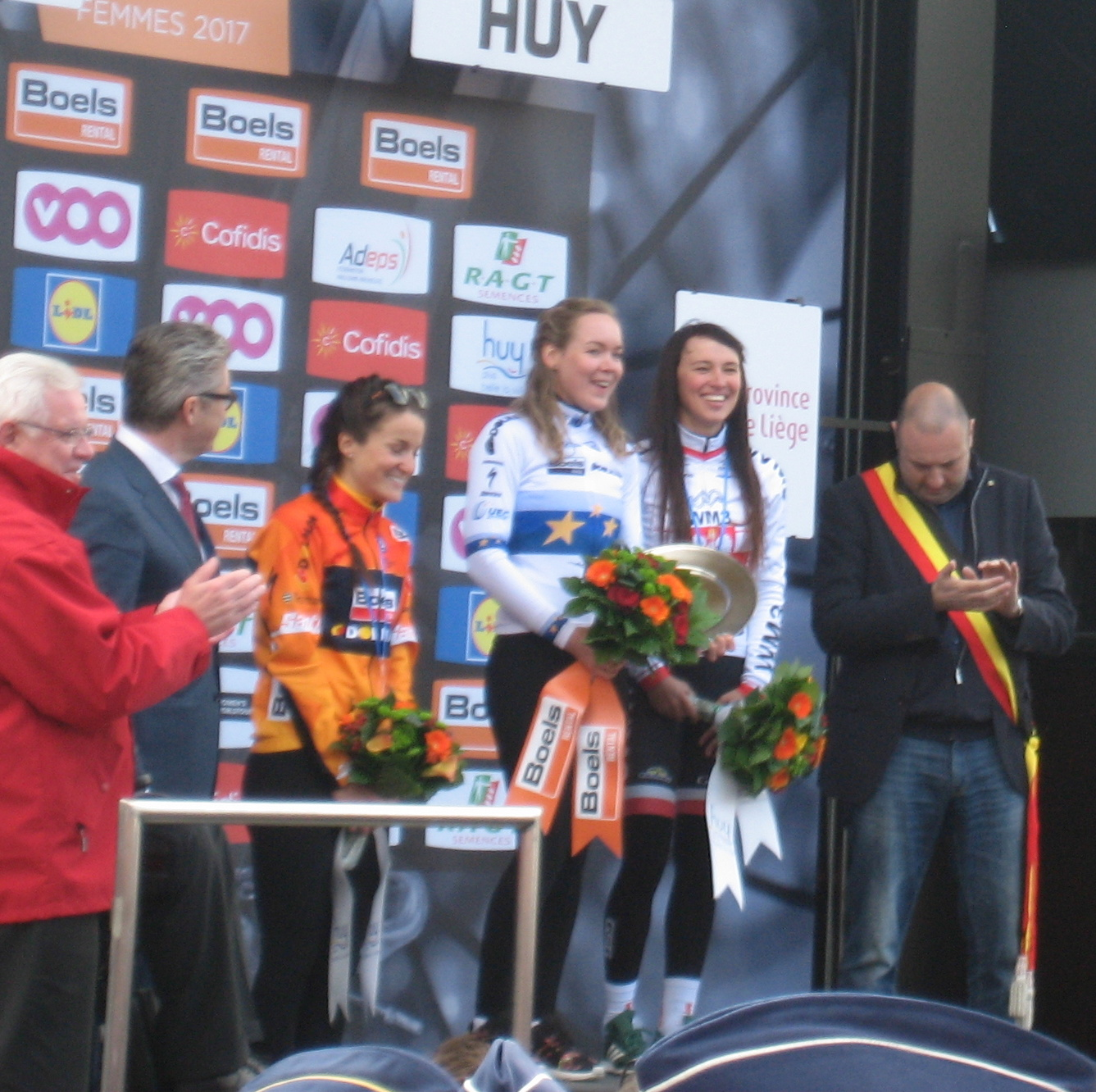
Van der Breggen op het podium.

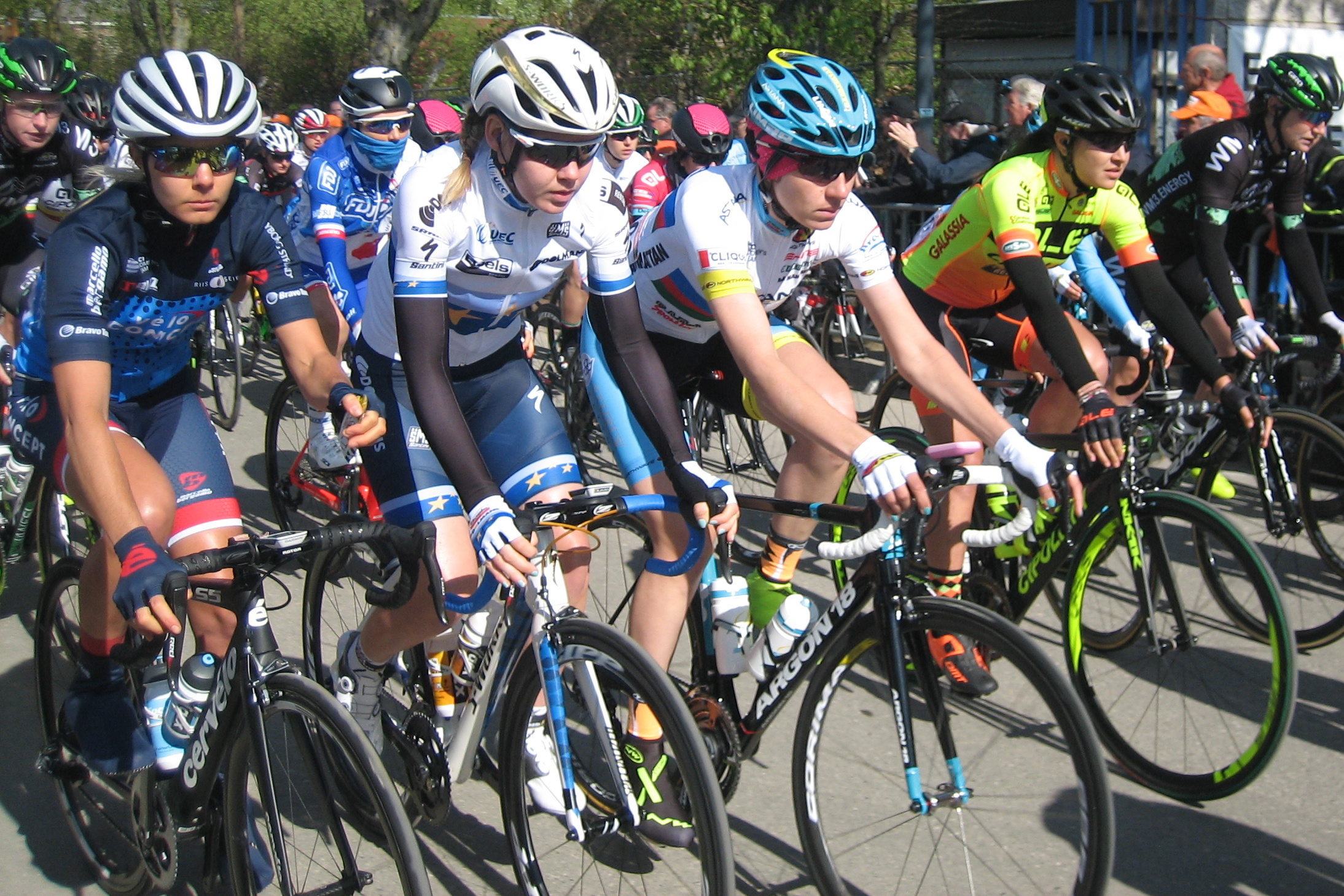
Europees kampioene Van der Breggen (2e links) aan de start in Hoei

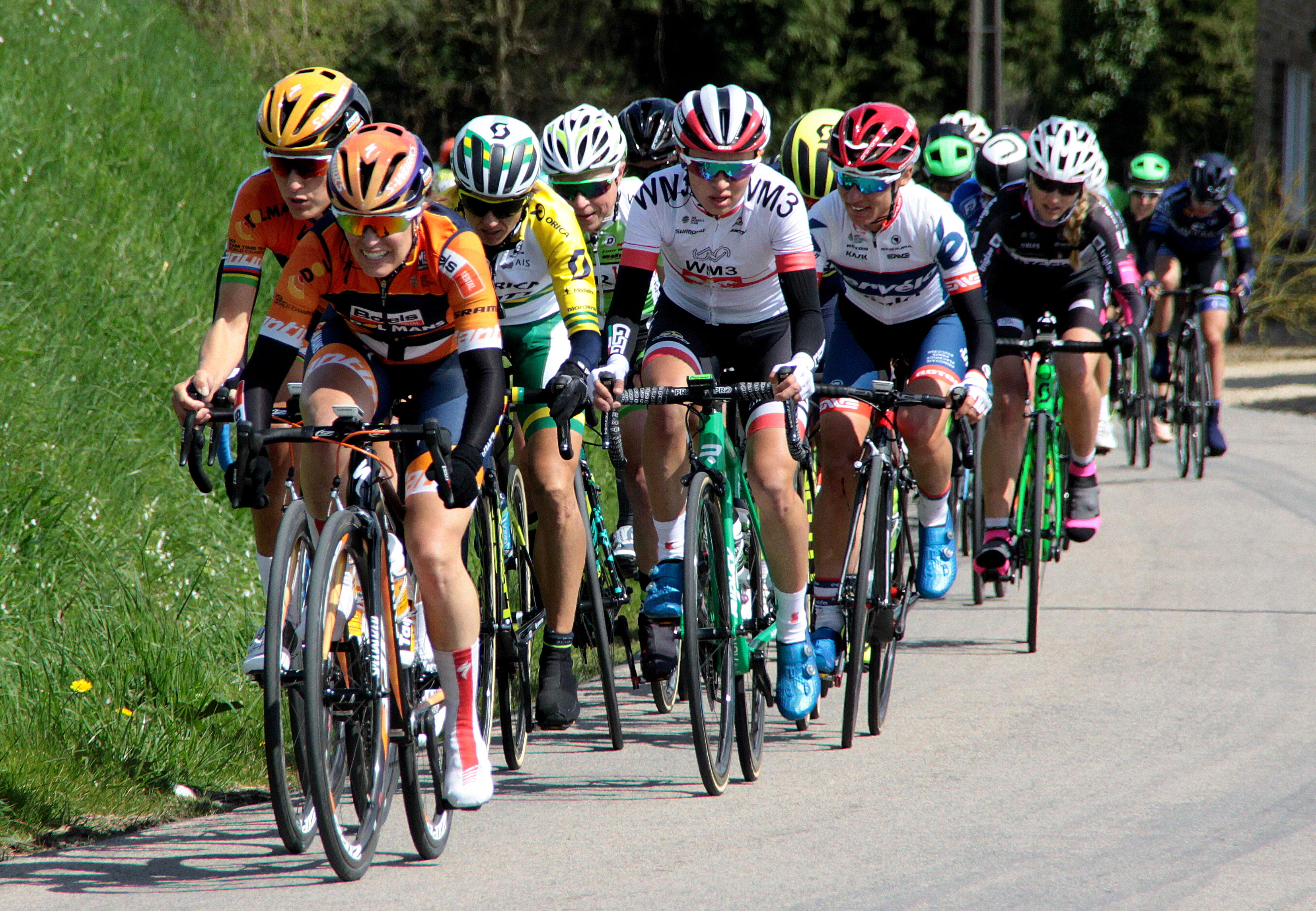
Het peloton op de Côte d'Ereffe.

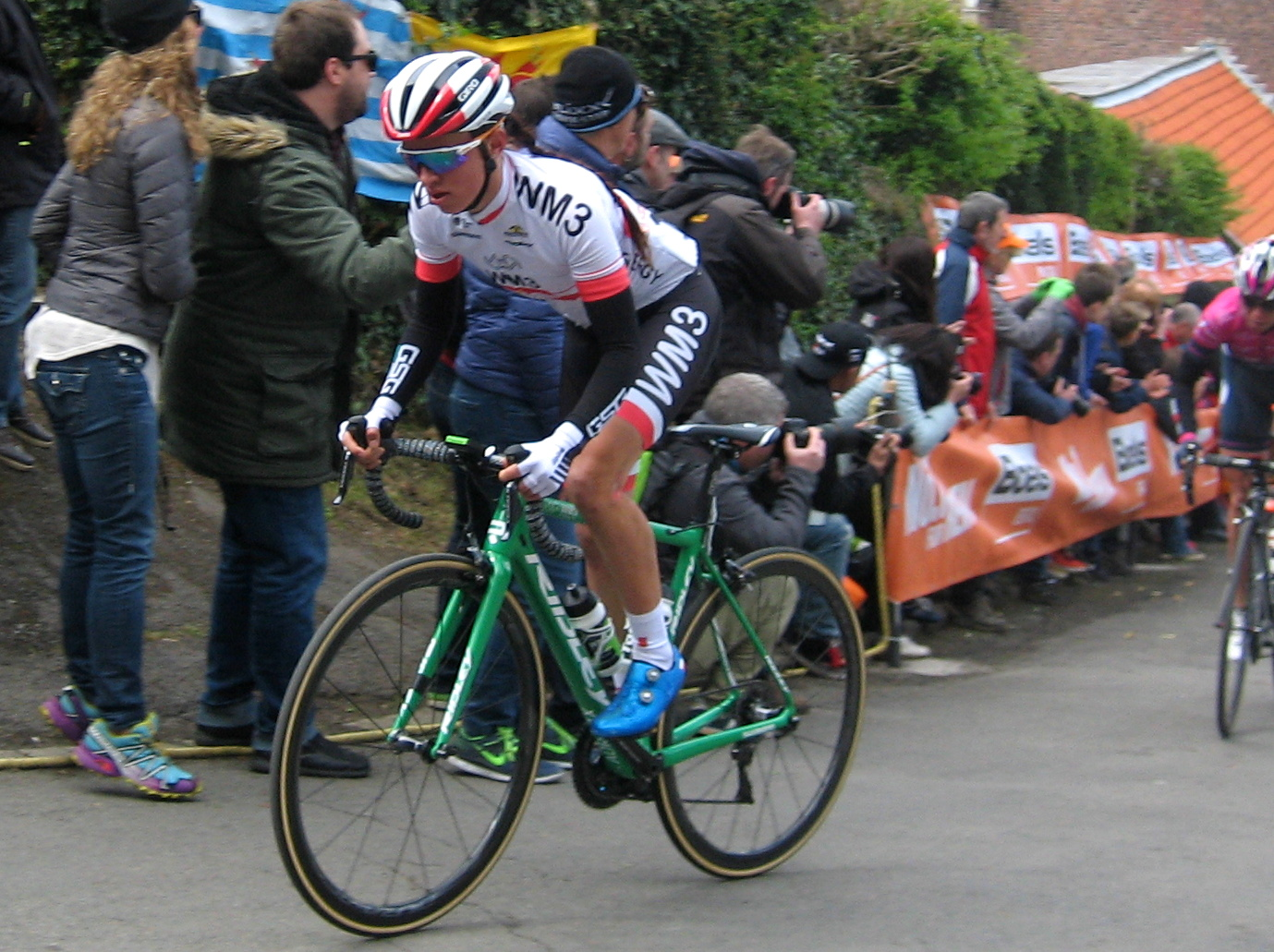
Niewiadoma op de Muur van Hoei.

### Parcours
Zowel de start als de aankomst van het 120 km lange parcours lagen in Hoei. In totaal werden er zeven hellingen beklommen, waarbij de aankomst op de tweede beklimming van de Muur van Hoei lag.
| 1 Côte d'Ereffe 2 Côte d'Amay 3 Côte de Villers-le-Bouillet 4 Muur van Hoei | 5 Côte d'Ereffe (2e maal) 6 Côte de Cherave 7 Muur van Hoei (2e maal) |

### Deelnemende ploegen
| UCI-teams                          | UCI-teams                   |
| ---------------------------------- | --------------------------- |
| Alé Cipollini                      | Hitec Products              |
| Astana Women's Team                | Lares-Waowdeals             |
| BePink                             | Lensworld-Kuota             |
| Bizkaia-Durango                    | Lotto Soudal Ladies         |
| Boels Dolmans                      | Orica-Scott                 |
| BTC City Ljubljana                 | S.C. Michaela Fanini        |
| Canyon-SRAM                        | Servetto Giusta             |
| Cervélo-Bigla                      | Sport Vlaanderen-Guill D'or |
| Cylance Pro Cycling                | Team Sunweb                 |
| Drops Cycling Team                 | Team VéloCONCEPT            |
| FDJ Nouvelle-Aquitaine Futuroscope | Wiggle High5                |
| Frans nationaal team               | WM3 Pro Cycling             |

### Koersverloop
De eerste echte aanval kwam van Sofie De Vuyst en Katia Ragusa. Later konden Anisha Vekemans en Allie Dragoo aansluiten. Samen hadden ze een maximale voorsprong van drie minuten. Op de Côte d'Amay moest eerst Ragusa lossen en later ook Vekemans. De twee vooraan kregen gezelschap van Ashleigh Moolman, die er op de eerste beklimming van de Muur van Hoei alleen vandoor ging. Nadat ook zij gegrepen was door het peloton, ontsnapten Tetjana Rjabtsjenko en Marie Vilmann. Op het moment dat zij gegrepen werden, op de Côte de Cherave, plaatste Katarzyna Niewiadoma een aanval; alleen Lizzie Deignan en Anna van der Breggen konden haar volgen. Van der Breggen demarreerde in het dal en kon solo aan de laatste beklimming van de Muur beginnen. Zij won met 16 seconden voorsprong (het grootste verschil ooit bij de vrouwen) op haar ploeggenote Deignan, gevolgd door Niewiadoma en Annemiek van Vleuten. Zij waren drie dagen eerder ook al de vier beste rensters in de heringevoerde Amstel Gold Race.

### Uitslag
| Plaats  | Naam                   | Ploeg                              |          |
| ------- | ---------------------- | ---------------------------------- | -------- |
| Winnaar | Anna van der Breggen   | Boels Dolmans                      | 3u21'06" |
| 2       | Elizabeth Deignan      | Boels Dolmans                      | + 16"    |
| 3       | Katarzyna Niewiadoma   | WM3 Pro Cycling                    | + 25"    |
| 4       | Annemiek van Vleuten   | Orica-Scott                        | +43"     |
| 5       | Shara Gillow           | FDJ Nouvelle-Aquitaine Futuroscope | +49"     |
| 6       | Ashleigh Moolman-Pasio | Cervélo-Bigla                      | +54"     |
| 7       | Coryn Rivera           | Sunweb                             | +56"     |
| 8       | Janneke Ensing         | Alé Cipollini                      | +58"     |
| 9       | Katrin Garfoot         | Orica-Scott                        | +1'00"   |
| 10      | Flávia Oliveira        | Lares-Waowdeals                    | +1'02"   |
| 11      | Audrey Cordon          | Wiggle High5                       | +1'09"   |
| 12      | Marie Vilmann          | Cervélo-Bigla                      | z.t.     |
| 13      | Tetjana Rjabtsjenko    | Lensworld-Kuota                    | +1'21"   |
| 14      | Claudia Lichtenberg    | Wiggle High5                       | +1'27"   |
| 15      | Polona Batagelj        | BTC City Ljubljana                 | z.t.     |
| 16      | Ellen van Dijk         | Sunweb                             | +1'32"   |
| 17      | Cecilie Uttrup Ludwig  | Cervélo-Bigla                      | +1'34"   |
| 18      | Eugenia Bujak          | BTC City Ljubljana                 | z.t.     |
| 19      | Hanna Nilsson          | BTC City Ljubljana                 | z.t.     |
| 20      | Danielle King          | Cylance Pro Cycling                | z.t.     |
|         |                        |                                    |          |
| 35      | Kelly Van den Steen    | Sport Vlaanderen-Guill D'or        | + 4'13"  |